# Acanthopsyche carbonarius
Acanthopsyche carbonarius is een vlinder van de familie van de zakjesdragers (Psychidae). De wetenschappelijke naam van deze soort is voor het eerst voorgesteld door Ferdinand Karsch in een publicatie uit 1900.
De soort komt voor in het Afrotropisch gebied waaronder Mali, Togo, Congo-Kinshasa, Soedan, Tanzania en Angola.